# Song Yongyi
Œuvres principales
Les Massacres de la Révolution culturelle
 The Cultural Revolution: A Bibliography, 1966-1996
Song Yongyi (宋永毅), né en 1949 à Shanghai, est un historien et chercheur spécialiste de la révolution culturelle. Il est l'auteur d'essais. 
Âgé de seize ans en 1966, il devient « garde rouge rebelle ». Il est emprisonné de 1970 à 1976 pour avoir pris part à un groupe de lecture d'ouvrages interdits. Il émigre aux États-Unis après les manifestations de la place Tian'anmen en 1989.
De retour en Chine en 1999, il est accusé d'avoir divulgué des secrets d'Etat et est emprisonné, une inculpation qui avait outragé les sinologues du monde entier. Il est libéré après six mois de détention à Pékin. 
Song Yongyi obtient la nationalité américaine en 2000.
Song Yongyi a dirigé une enquête concernant la révolution culturelle, il y révèle l'ampleur des tragédies à travers son ouvrage Les Massacres de la Révolution culturelle.

## Biographie
En 1966, Song Yongyi a 16 ans, il est lycéen et adhère sans réserve à la révolution culturelle. Il est persuadé que le Petit Livre rouge pouvait tout résoudre aussi il participe à la destruction des autres ouvrages. À partir de 1968, il commence à douter du bien-fondé de ce mouvement. Il participe à des comités de lecture clandestins. Song Yongyi est emprisonné en 1970, il sera relâché en 1976,.
Dans les années 1980, il est enseignant. Il décide de quitter la Chine en 1989, après le massacre du 4 juin.   
Dans les années 1980, des historiens chinois ont eu accès aux archives de la révolution culturelle. Song Yongyi a pu travailler sur ces enquêtes. Mais après les manifestations de 1989, il y a eu une « glaciation » dans ces domaines de recherche. Song Yongyi pense que les autorités communistes ont décidé d'interdire l'accès aux archives au regard des chiffres des victimes. Concernant les victimes de la révolution culturelle Song Yongyi avance le nombre de 3 millions de morts. Il s'inscrit dans « le sillage d'une historiographie critique » qui  voit dans l'appareil d'État les principaux responsables des évenements de cette période.
Lors d'un voyage en Chine en 1999,  pour collecter des documents sur la révolution culturelle, et après avoir acheté sur les marchés aux puces des publications de gardes rouges, il est accusé de divulgation de secrets d'État, Song Yongyi est emprisonné. Il est libéré des prisons chinoises, le 29 janvier 2000, après avoir passé six mois en détention. Cette libération s'est effectuée grâce à la mobilisation de la communauté internationale et  des négociations entre les diplomaties américaine et chinoise ,.
Il obtient la nationalité américaine en 2000. Il rejoint comme bibliothécaire l’université d’État de Californie à Los Angeles en 2004. 
Avec six autres historiens Song Yongyi crée une banque de données de 40 000 documents historiques sur la période de la révolution culturelle.
En 2016, Song Yongyi supervise la publication de 36 volumes d’archives officielles chinoises secrètes, concernant la révolution culturelle dans la province du Guangxi et les actes de cannibalisme constatés,.
Pour Song Yongyi : « Ces atrocités commises au nom de Mao n’ont valu que de légères punitions à quelques sous-fifres. Aucun responsable provincial n’a été sanctionné. En publiant ce rapport, je cherche à rendre justice aux victimes oubliées. ».

## Accueil critique
L'universitaire et sinologue Alain Roux considère que Song Yongyi est l'auteur de la meilleure bibliographie sur la révolution culturelle avec The Cultural Revolution: A Bibliography, 1966-1996. Il qualifie Les Massacres de la Révolution culturelle  de remarquable enquête. La sinologue et journaliste Ursula Gauthier indique : « le grand historien de la révolution culturelle Song Yongyi » a reconstitué le rapport établi par le Parti communiste chinois en 1988. Le journaliste Francis Deron indique que les travaux de Song Yongyi ont permis  de constater que lors de la révolution culturelle les faits de violence extrêmes ont été perpétrés par l'ensemble de l'encadrement des populations et donc les cadres du parti communiste  chinois. Pour le journaliste du Monde Thomas Wieder : « Song Yongyi s'inscrit dans le sillage d'une historiographie critique qui refuse de voir dans les masses de rebelles fanatisés les principaux coupables des exactions commises à l'époque, pour insister au contraire sur la responsabilité de l'appareil d'Etat ».

## Œuvres
- Les Massacres de la Révolution culturelle, textes réunis par Song Yongyi, traduit par Marc Raimbourg sous la direction de Marie Holzman , 2008, Buchet-Chastel[16],   (ISBN 2283022010)
- A New Edition of Red Guard Publications, Part III: A Comprehensive Compilation in the Provinces (52-volumes). Oakton: Center for Chinese Research Materials, (Compiler and Editor, in English and Chinese), 2005, 20,000 p., 2007. Une nouvelle édition de la Garde rouge des publications, Partie III: Une compilation exhaustive dans les provinces (52 volumes). Oakton: Chinese Center for Materials Research, (Compiler and Editor, en anglais et en chinois), 2005, 20 000 p., 2007.
- The Cultural Revolution: A Bibliography, 1966-1996. Harvard-Yenching Library Bibliographical Series VI. La Révolution culturelle: A Bibliography, 1966-1996. Harvard-Yenching Bibliothèque Série bibliographique VI. Cambridge: Harvard-Yenching Library, université Harvard (Co-author with Dajin Sun, in English) 1998, 521 p. Cambridge: Harvard-Yenching Library, université Harvard (coauteur avec Dajin Sun, en anglais) 1998, 521 p

## Récompenses
- 2004 : National 21st Century Librarian Award
- 2005 : Paul Howard Award for Courage[17].

## À voir